# Adil Shamasdin
Adil Shamasdin (Lemgo, 23 de maio de 1982) é um tenista profissional canadense.

## ATP finais

### Duplas: 3 (2 títulos, 1 vices)
| Legenda                           |
| --------------------------------- |
| Grand Slam (0–0)                  |
| ATP World Tour Finals (0–0)       |
| ATP World Tour Masters 1000 (0–0) |
| ATP World Tour 500 Series (0–0)   |
| ATP World Tour 250 Series (2–1)   |

| Títulos por Piso |
| ---------------- |
| Duro (1–0)       |
| Saibro (1–0)     |
| Grama (0–1)      |
| Carpete (0–0)    |

| Posição | N. | Data              | Torneio                                | Piso   | Parceiro        | Oponentes                   | Placar           |
| ------- | -- | ----------------- | -------------------------------------- | ------ | --------------- | --------------------------- | ---------------- |
| Campeão | 1. | Fevereiro 6, 2011 | SA Tennis Open, África do Sul          | Duro   | James Cerretani | Scott Lipsky Rajeev Ram     | 6–3, 3–6, [10–7] |
| Vice    | 1. | Julho 10, 2011    | Hall of Fame Tennis Championships, EUA | Grama  | Johan Brunström | Ryan Harrison Matthew Ebden | 4–6, 6–3, [10–5] |
| Campeão | 2. | Abril 11, 2015    | Grand Prix Hassan II, Marrocos         | Saibro | Rameez Junaid   | Rohan Bopanna Florin Mergea | 3–6, 6–2, [10–7] |